# Njomza
Njomza, właściwie Njomza Vitia (ur. 22 kwietnia 1994 w Chicago) – amerykańska wokalistka i tekściarka pochodzenia albańskiego, związana z gatunkami EDM, pop, R&B oraz soul. Współpracowała z Arianą Grande przy tworzeniu tekstów do utworów Thank U, Next oraz 7 Rings.